# وظائفية (فلسفة)
الوظائفية  (أو المذهب الوظيفي ) في فلسفة العقل هي نظرية لتفسير مسألة العقل - الجسد طرحت كبديل لكل من نظرية هوية العقل والسلوكية. إن الفكرة الأساسية التي تعتمد عليها الوظائفية هي أن الوعي، إن وجد، فهو موهم وخادع كما هو الحال في الحالات الذهنية العقلية (مثل المعتقدات والرغبات والألم) التي تتألف بشكل منفرد من الدور الوظيفي، أي أن لها علاقات سببية مع الحالات العقلية الأخرى والمدخلات الحسية والمخرجات السلوكية. أي أن الوظائفية تهتم فقط بالدور الوظيفي للحالات الذهنية (العقلية)، بالتالي هي قريبة من المدرسة المادية.
تعد الوظائفية مستوى نظري بين التطبيق الفيزيائي وبين المخرج السلوكي. لذلك، فإنها مختلفة عن سابقتها مثنوية النوع (التي تقول بوجود مادتين مستقلتين عقلية ومادية) وعن السلوكية والفيزيائية (التي تقول بوجود مادة فيزيائية واحدة)، إذ أنها تهتم فقط بكفاءة وظائف الدماغ عبر المنظومة (البرمجية) الخاصة بها.
بما أن الحالات الذهنية تُعرَّف بدورها الوظيفي، فيقال بأنها تُدرك على مستوياتٍ متعددة؛ بمعنى آخر، يمكن برهنتها في أنظمة متنوعة، وحتى الحواسيب على الأرجح، طالما أن النظام يؤدي الوظائف المناسبة. بما أن الحواسيب هي أجهزة مادية بمواد تفاعلية إلكترونية تؤدي الحسابات على المدخلات وتعطي المخرجات، فالأدمغة هي أجهزة مادية بركيزة عصبية تؤدي الحسابات على المدخلات مما يُنتج السلوكيات.

## تحقيقية متعددة
جزءٌ مهم في بعض الحجج للوظائفية هي فكرة التحقيقية المتعددة. بحسب نظريات الوظائفية القياسية، تستجيب الحالات الذهنية للأدوار الوظائفية. هي مثل الصمامات؛ يمكن أن يكون الصمام مصنوعًا من البلاستيك أو المعدن أو مواد أخرى، طالما أنه يؤدي الوظيفة المناسبة (التحكم بجريان السائل أو الغاز). بشكل مشابه، يناقش الوظائفيون، يمكن تفسير الحالات الذهنية دون أخذ متوسط الحالات المادية الكامنة بنظر الاعتبار (مثل الدماغ) الذي يدركها؛ يحتاج الشخص فقط لإدراك وظائف المستوى الأعلى. لأن الحالات الذهنية لا تقتصر على متوسط معين، يمكن إدراكها بطرق متعددة، نظريًا، في النظم غير البيولوجية، مثل الحواسيب. يمكن للماكينة المبنية على السيليكون أن تمتلك نوعًا ما من الحياة الذهنية التي يملكها الكائن البشري، بشرط إدراك هيكلها للأدوار الوظيفية المناسبة.
مع ذلك، فقد كان هنالك بعض النظريات الوظائفية التي اتحدت مع نظرية هوية الذهن، والتي تنكر التحقيقية المتعددة. نظريات المواصفات الوظيفية (أف أس تي) هذه (ليفّن، القسم 3.4)، كما تسمى، يجدر بالذكر أن تطويرها تم من قبل ديفيد لويس وديفيد ماليت أرمسترونغ. بحسب نظريات المواصفات الوظيفية، الحالات الذهنية هي «مُدرِكات» للدور الوظيفي، وليست الدور الوظيفي نفسه. الحالة الذهنية لمعتقد، على سبيل المثال، مهما كان الدماغ أو العملية العصبية التي تحقق وظيفة الاعتقاد المناسبة. وهكذا، على عكس النسخ القياسية للوظائفية (تسمى عادةً بنظريات حالة الهوية الوظيفية)، فنظريات المواصفات الوظيفية لا تسمح بالتحقيق المتعدد للحالات الذهنية، بسبب حقيقة أن الحالات الذهنية تُدرك من قبل الدماغ هو شيء جوهري. ما يقود وجهة النظر هذه هو الاعتقاد إذا كنا سنواجه جنسًا فضائيًا لديه نظام إدراكي يتكون من مواد مختلفة تمامًا عن الذي لدى البشر (مبني على أساس السيليكون على سبيل المثال) ولكنه يؤدي نفس الوظائف مثل الحالات الذهنية البشرية (على سبيل المثال، يميلون إلى الصراخ «أوتش!» عندما يوخَزون بالأشياء حادة)، فسوف نقول إن نوع الحالة الذهنية الخاصة بهم قد يكون مشابهًا لذلك الخاص بنا ولكنه هو نفسه. للبعض، قد يكون هذا من المساوئ لنظريات المواصفات الوظيفية. بالتأكيد، اعتمدت أحد أطروحات هيلاري بوتنام لهذه النسخة من الوظائفية على الحدس بأن المخلوقات الفضائية سوف يكون لديها نفس الحالات الذهنية التي لدى البشر، وأن التحقيق الإدراكي للوظائفية القياسية يجعل منها نظرية ذهنية أفضل.

## أنواع

### وظائفية حالة الآلة
يمكن للموقف الواسع للـ«الوظائفية» أن يُوضح في العديد من التنوعات المختلفة. نشرت أول صيغة للنظرية الوظائفية للعقل من قبل هيلاري بوتنام في ستينيات القرن العشرين. كانت الصيغة التي تسمى الآن بوظائفية حالة الآلة، أو فقط وظائفية الآلة، متأثرة بالمقارنات التي لاحظها بوتنام وآخرون بين العقل و«الآلات» أو الحواسيب النظرية القادرة على حساب أي خوارزمية معينة والتي تم تطويرها من قبل آلان تورنغ (تسمى آلات تورنغ). كان قد بدأ بوتنام بنفسه في منتصف سبعينيات القرن العشرين بالتشكيك في هذا الموقف. يمكن القراءة عن بداية معارضته لوظائفية حالة الآلة في تجربته الفكرية الأرض التوأم.
في مصطلحات غير تقنية، آلة تورنغ ليست جسمًا ماديًا، ولكنها بالأحرى آلة مجردة مبنية على نموذج رياضي. عادةً، لدى آلة تورنغ شريط أفقي مقسم إلى خلايا مستطيلة مرتبة من اليسار إلى اليمين. الشريط نفسه طوله غير محدود، وقد تحتوي كل خلية على رمز. قد تختلف الرموز المعطاة لأي «آلة». للآلة رأس قراءة-كتابة يمسح الخلايا ويتحرك باتجاهات اليمين واليسار. يُحدد نشاط هذه الآلة بواسطة الرمز في الخلية التي يجري مسحها وقواعد جدول التحول التي تعمل كبرمجة للآلة. بسبب الشريط غير المحدود، لدى آلة تورنغ كمية غير محدودة من الوقت لحساب أي وظيفة معينة أو عدد من الوظائف. في المثال أدناه، كل خلية هي أما فارغة (ف) أو مكتوب عليها 1. هذه هي إدخالات الآلة. المخرجات المحتملة هي:
- توقف: لا تفعل شيئًا.
- ر: تحرك مربعًا واحدًا إلى اليمين.
- ل: تحرك مربعًا واحدًا إلى اليسار.
- ف: امسح ما في المربع.
- 1: امسح ما في المربع واطبع 1.

النقطة المهمة لأخذها بنظر الاعتبار هنا هي طبيعة الحالات لآلة تورنغ. يمكن تعريف كل حالة بشكل خاص من ناحية علاقاتها مع الحالات الأخرى وكذلك المدخلات والمخرجات. الحالة الأولى، على سبيل المثال، هي الحالة التي تكون فيها الآلة ببساطة، إذا تقرأ ف، تكتب 1 وتبقى في تلك الحالة، عندما تقرأ 1، تتحرك مربعًا واحدًا إلى اليمين وتذهب إلى حالة مختلفة. هذا هو التعريف الوظيفي للحالة الأولى؛ هي الدور السببي في النظام ككل. تفاصيل كيفية تحقيقها لما تحققه ودستورها المادي ليسوا ذوي علاقة.
النقطة أعلاه حساسة لفهم وظائفية حالة الآلة. بسبب أن آلات تورنغ لا تتطلب أن تكون أنظمة مادية، «أي شيء قادر على المرور من خلال سلسلة من الحالات في الوقت يمكن أن يكون آلة تورنغ». لأن الكائنات الحية «تمر من خلال سلسلة من الحالات في الوقت»، يمكن أن يكون أي من هذه الكائنات مناظرًا لآلات تورنغ.
طبقًا لوظائفية حالة الآلة، طبيعة الحالة الذهنية هي تمامًا مثل طبيعة حالات آلة تورنغ الموصوفة أعلاه. إذا ما استطاع شخص تبيان إمكانية مقارنة مهارات العمل العقلاني والحساب لهذه الآلات مع العمل العقلاني ومهارات الحساب للبشر، فيترتب على ذلك أن سلوك آلة تورنغ يشبه إلى حد كبير سلوك البشر. بالتالي، هو ليس مركبًا كيميائيًا-فيزيائيًا مسؤولًا عن الحالة الذهنية أو حالة الآلة المعينة، فقواعد البرمجة التي تنتج التأثيرات هي المسؤولة. لصياغتها بشكل آخر، أي تفضيل عقلاني هو بسبب القواعد التي يجري اتباعها، وليس التركيب المادي المعين للعميل.

### الوظائفية النفسية
نوع ثانٍ من الوظائفية مبني على رفض نظريات السلوكيين في علم النفس واستبدالهم بالنماذج المعرفية التجريبية للعقل. ترتبط وجهة النظر هذه بشكل قريب مع جيري فودور وزينون بيليشين وصنفت على أنها وظائفية نفسية.
الفكرة الأساسية للوظائفية النفسية هي أن علم النفس هو علم معقد لا يمكن اختزاله وبأن المصطلحات التي نستخدمها لوصف الكينونات والخصائص العقلية في أفضل نظرياتنا النفسية لا يمكن إعادة تعريفها من ناحية التصرفات السلوكية البسيطة، وأكثر، لن يكون إعادة تعريف كهذا مرغوبًا به وبارزًا حيث يمكن تحقيقه. يرى الوظائفيون النفسيون أن علم النفس يستخدم نفس أنواع التفسيرات الهادفة أو الغائية بشكل لا يمكن اختزاله كالعلوم البيولوجية. بالتالي، على سبيل المثال، وظيفة أو دور القلب هو ضح الدم، ووظيفة الكلية هي تنقية والمحافظة على توازنات كيميائية معينة وهكذا- هذا هو ما يفسر لأغراض التفسير العلمي والتصنيف. قد يكون هنالك تنوعات غير محدودة للإدراكات المادية لجميع الآليات، ولكن المهم هو فقط دورهم في النظرية البيولوجية بشكل عام. بطريقة مماثلة، دور الحالات الذهنية، مثل الاعتقاد والرغبة، يُحدد بواسطة الدور الوظيفي أو السببي المحدد لهم ضمن أفضل نظرياتنا النفسية لعلمية. إذا حُددت بعض الحالات الذهنية التي يفترضها علم النفس الشعبي (مثل الهستيريا) لعدم امتلاكها أي دور وظيفي في التفسير النفسي المعرفي، فقد تعتبر الحالة المعينة غير موجودة. من الناحية الأخرى، إذا تبين وجود حالات يطرحها التفسير النفسي المعرفي كحالات ضرورية لتفسير السلوك البشري ولكن لم يتم التنبؤ بها من قبل اللغة النفسية الشعبية العادية، فهذه الحالات أو الكينونات موجودة.